# コシアカキジ
コシアカキジ (腰赤雉、Lophura ignita) は、鳥綱キジ目キジ科コシアカキジ属に分類される鳥類。

## 分布
インドネシア（スマトラ島）、マレー半島、ボルネオ島

## 形態
全長オス65 - 70センチメートル、メス56 - 57センチメートル。翼長オス27 - 30センチメートル、メス23.4 - 27センチメートル。体重オス1.8 - 2.6キログラム。
卵は長径5.4センチメートル、短径4センチメートル。殻の色彩は、クリーム色。

## 分類
亜種オジロコシアカキジを、独立種とする説もある。BirdLife Internationalでは2020年の時点で、Lophura rufaを独立種とする説を採用している。
以下の亜種の分類・分布は、IOC World Bird List(v11.1)に従う。亜種の和名・形態は、黒田・小宮(1987)に従う。
Lophura ignita ignita (Shaw, 1798)
ボルネオ島南部。バンカ島へ移入。
下胸から体側面は赤褐色で、腹部は黒い。オスの尾羽は黒く、中央尾羽6枚の色彩は黄褐色。メスの尾羽は赤褐色。
眼の周囲の裸出部は青紫色。後肢の色彩はピンクがかった灰色。
Lophura ignita macartneyi (Temminck, 1813)
スマトラ島南東部
胸部から体側面は、黒と赤褐色。中央尾羽の色彩は黄褐色。
Lophura ignita nobilis (Sclater, 1863) オオコシアカキジ
ボルネオ島北部
基亜種と同色だが、より大型化する。メスの尾羽は赤褐色。
Lophura ignita rufa (Raffles, 1822) オジロコシアカキジ
スマトラ島北部および中部、マレー半島
胸部から腹部・体側面は青黒色。体側面には白い斑紋が入る。中央尾羽2枚の色彩は白い。メスの尾羽は暗褐色。
眼の周囲の裸出部は明青色。後肢の色彩は赤い。

## 生態
河川の周囲にある森林に生息する。
果実、種子、昆虫、甲殻類などを食べる。
繁殖様式は卵生。繁殖期は6 - 8月。地表に植物の芽や落ち葉を敷いた巣を作り、4 - 8回の卵を産む。抱卵期間は約24日。

## 人間との関係
河辺林の伐採による生息地の破壊、狩猟などにより生息数は減少している。1986年にマレーシアの個体群がワシントン条約附属書IIIに掲載されたが、2009年に抹消されている。
この記事では亜種として扱うが、BirdLife Internationalに従っているIUCNレッドリストでは2020年の時点で、2種に分類・判定している。
L. ignita（基亜種L. i. ignita + 亜種L. i. nobilis。亜種L. i. macartneyiの扱いは不明）
森林伐採や森林火災などによる生息地の破壊、狩猟やペット用の採集などにより生息数は減少している。
VULNERABLE (IUCN Red List Ver. 3.1 (2001))

L. rufa（亜種L. i. rufaにあたる）
森林伐採や森林火災などによる生息地の破壊、食用の狩猟やペット用の採集などにより生息数は減少している。
VULNERABLE (IUCN Red List Ver. 3.1 (2001))

## 画像

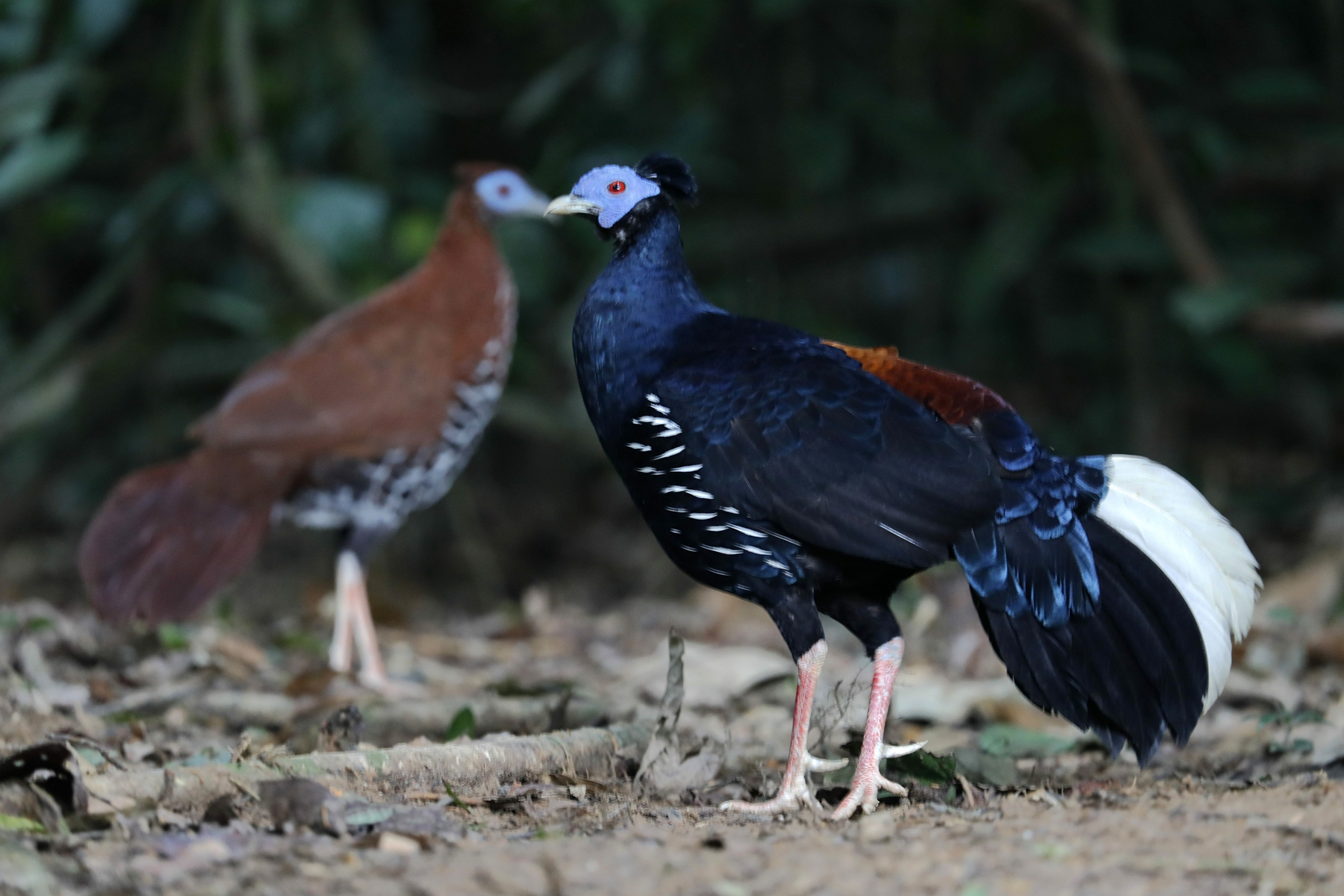
亜種オジロコシアカキジ L. i. rufa